# Palazzo Rho (Lodi Vecchio)
Palazzo Rho, noto anche come palazzo Bignami, è un palazzo nobiliare barocco, sito alla periferia della città italiana di Lodi Vecchio.

## Storia
Il palazzo venne costruito agli inizi del XVIII secolo.

## Caratteristiche

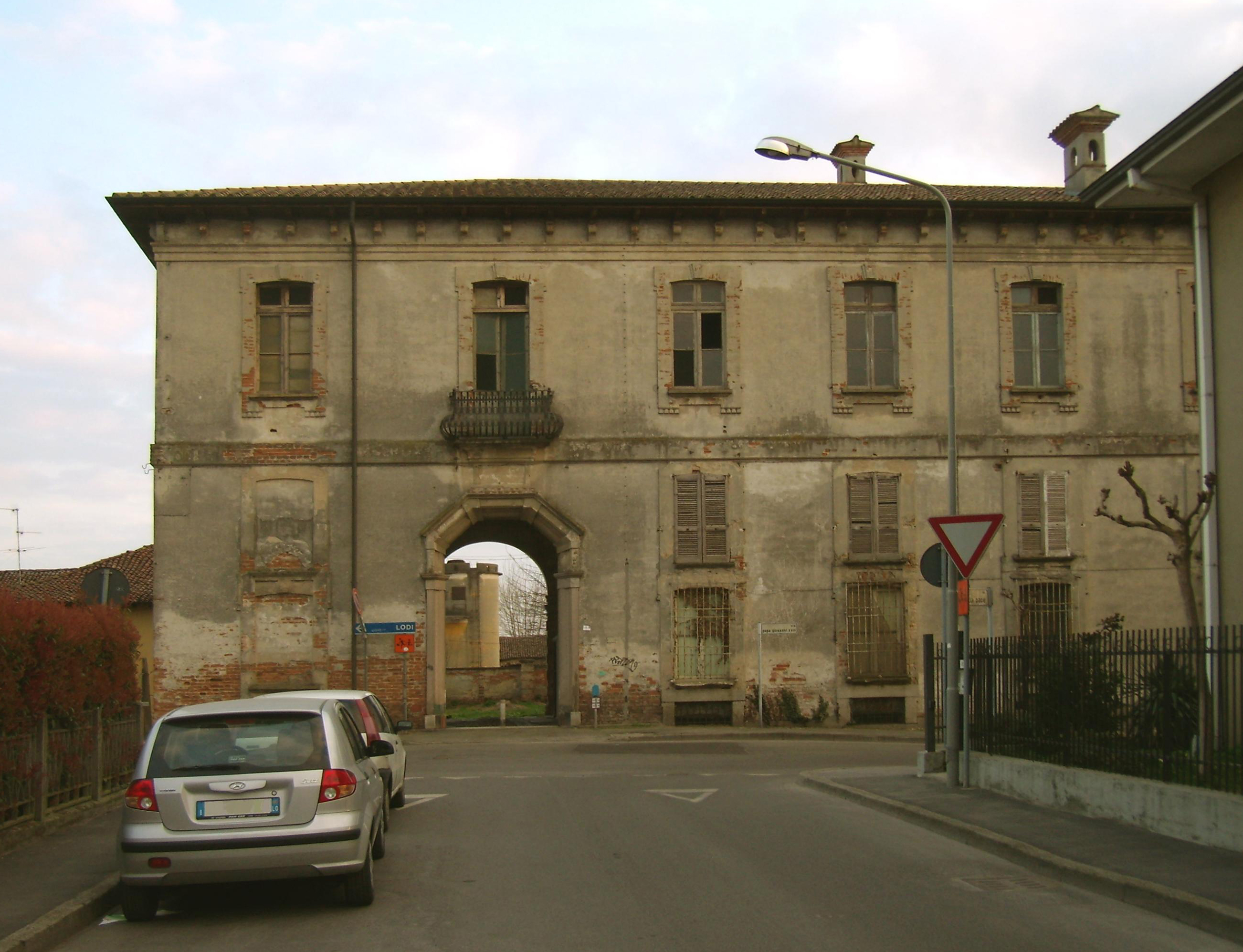
Palazzo Rho

Il palazzo, in stile barocco, sorge alla periferia meridionale della città, a pochi passi dalla piazza dell'antica cattedrale di Santa Maria. Esso è posto lungo la Via Papa Giovanni XXIII, con la facciata principale rivolta a nord e il retro verso la Cascina Santa Maria, posta immediatamente a sud.
Il palazzo conta due piani (piano terreno, sormontato da un mezzanino, e piano nobile) separati da una cornice marcapiano. L'ingresso è posto nella parte sinistra della facciata, ed è costituito da un androne con volta a botte decorata da rilievi; dal lato del cortile l'androne si allarga in un piccolo portico sostenuto da pilastri bugnati.
Nella testata orientale, immediatamente a sinistra dell'androne, è posto lo scalone, di forma ellittica, la cui volta è ornata da un affresco settecentesco; dalla parte opposta, all'angolo nord-occidentale, il palazzo si conclude con un piccolo corpo sporgente arrotondato che ospita i servizi igienici.
Gli interni furono successivamente divisi fra diversi appartamenti; vi si conservano alcuni affreschi.